# Bulgarien-Rundfahrt 1974
Das Etappenrennen Bulgarien-Rundfahrt 1974 (bulgarisch Обиколка на България) führte vom 16. bis zum 24. September über neun Etappen. Es war die 24. Austragung des Etappenrennens Bulgarien-Rundfahrt. Gesamtsieger wurde Iwan Bobekow.

## Teilnehmer
Am Start standen Radrennfahrer in Nationalteams mit je fünf Fahrern sowie einige Vereinsmannschaften aus dem Gastgeberland. Neben den bulgarischen Nationalmannschaften Straße und Bahn waren die DDR, die Sowjetunion, die Tschechoslowakei, Belgien, Rumänien, Dänemark, Italien und Jugoslawien vertreten.

## Rennen
Veranstalter war der bulgarische Radsportverband. Die Gesamtdistanz betrug 1.019,5 Kilometer, wobei es keinen Ruhetag gab. Neben der Einzelwertung gab es eine Mannschaftswertung und ein Klassement für die besten Bergfahrer.

## Etappen
Die Rundfahrt führte über insgesamt neun Etappen mit einem Einzelzeitfahren.
1. Etappe, (Einzelzeitfahren), 5 Kilometer: Sieger Rinat Scharafulin, Sowjetunion
2. Etappe, 158 Kilometer: Sieger Siegfried Kramer, DDR
3. Etappe, 122 Kilometer: Sieger Rinat Scharafulin, Sowjetunion
4. Etappe, 155 Kilometer: Sieger Waleri Tschaplygin, Sowjetunion
5. Etappe, 150 Kilometer: Sieger Svatopluk Henke, Tschechoslowakei
6. Etappe, (Einzelzeitfahren) 11,5 Kilometer: Sieger Jørgen Marcussen, Dänemark
7. Etappe, 163 Kilometer: Sieger Waleri Tschaplygin, Sowjetunion
8. Etappe, 110 Kilometer: Sieger Claudio Torelli, Italien
9. Etappe, 145 Kilometer Sieger: Juri Lawruschkin, Sowjetunion

## Gesamtwertungen

### Einzel (Gelbes Trikot)
Im Endklassement siegte Rinat Scharafulin aus der Sowjetunion. Er trug das Führungstrikot ab der 2. Etappe.
| Platz | Name                  | Mannschaft  | Zeit       |
| ----- | --------------------- | ----------- | ---------- |
| 1.    | Rinat Scharafulin     | Sowjetunion | 29:21:50 h |
| 2.    | Alexander Gusjatnikow | Sowjetunion | + 0:54 min |
| 3.    | Jørgen Marcussen      | Dänemark    | + 2:52 min |
| 4.    | Michael Schiffner     | DDR         | + 3:47 min |
| 5.    | Siegfried Kramer      | DDR         | + 4:29 min |
| 6.    | Juri Lawruschkin      | Sowjetunion | + 6:55 min |

### Mannschaftswertung
Die Mannschaftswertung gewann das Nationalteam der Sowjetunion vor der DDR.

### Bergwertung
Sieger dieser Sonderwertung wurde Waleri Tschaplygin aus der sowjetischen Mannschaft.

### Aktivster Fahrer
Waleri Tschaplygin gewann diese Sonderwertung.